# Marc Connelly
Marc Connelly (13 de diciembre de 1890 – 21 de diciembre de 1980) fue un dramaturgo, director y productor teatral, actor y letrista estadounidense. Fue un miembro clave de la Mesa redonda del Algonquín, y recibió el Premio Pulitzer Teatral en 1930.

## Biografía
Su nombre completo era Marcus Cook Connelly, y nació en McKeesport, Pensilvania, siendo sus padres el actor y hotelero Patrick Joseph Connelly y la actriz Mabel Louise Cook. Empezó a escribir teatro a los cinco años de edad, y llegó a ser periodista del Pittsburgh Post-Gazette hasta que fue a vivir a la ciudad de Nueva York, donde entró a formar parte del círculo literario de la Mesa Redonda Algonquina en 1919.
Connelly había contribuido a varios musicales de Broadway antes de formar equipo con el que sería su colaborador más importante, George S. Kaufman, en 1921. En los cuatro años en que trabajaron juntos escribieron cinco comedias -- Dulcy (1921), To the Ladies (1922), Merton of the Movies (1922), The Deep Tangled Wildwood (1923) y Beggar on Horseback (1924) – y también codirigieron y contribuyeron con sketches a la revista de 1922 The '49ers. Además colaboraron en los libretos de las comedias musicales Helen of Troy, New York (1923) y Be Yourself (1924).
Connelly recibió el Premio Pulitzer Teatral por The Green Pastures en 1930. La obra, basada en episodios del Antiguo Testamento, marcó un hito en la historia del drama estadounidense, presumiendo de tener por primera vez en Broadway un reparto totalmente negro. 
Otros de sus trabajos fueron sus contribuciones a las revistas Life y Everybody's, entre otras varias.
Connelly fue uno de los miembros más ingeniosos de la Mesa Redonda Algonquina. Un film acerca de los componentes de este círculo literario, The Ten-Year Lunch (1987), ganó el Óscar al mejor documental largo. En el mismo aparecía Connelly siendo entrevistado.
Marc Connelly publicó en 1968 sus memorias, Voices Offstage, y falleció en 1980 en Nueva York.

## Premios y distinciones
Premios Óscar
| Año  | Categoría   | Película             | Resultado |
| ---- | ----------- | -------------------- | --------- |
| 1938 | Mejor guion | Capitanes intrépidos | Nominado  |